# Sh2-271
Sh2-271 è una nebulosa a emissione visibile nella costellazione di Orione; costituisce un unico sistema con Sh2-272, un piccolo frammento di gas illuminato appartenente alla stessa regione nebulosa.
Si osserva nella parte orientale della costellazione, a pochi gradi dal confine con l'Unicorno; è individuabile circa mezzo grado ad ovest di 74 Orionis, che essendo di magnitudine 5,04 è visibile anche ad occhio nudo nelle notti limpide. La sua declinazione non è particolarmente settentrionale e ciò fa sì che sia osservabile agevolmente da entrambi gli emisferi celesti, sebbene gli osservatori dell'emisfero boreale siano leggermente più avvantaggiati; il periodo in cui raggiunge la più alta elevazione sull'orizzonte è compreso fra i mesi di novembre e marzo.
Assieme a Sh2-272 forma un'unica regione H II, di cui Sh2-271 costituisce la parte più grande a appariscente; il complesso giace sul Braccio di Perseo, uno dei bracci di spirale maggiori della Via Lattea, a una distanza di circa 4800 parsec (15600 anni luce) dal sistema solare o, secondo alcune stime, a 4600±1200 parsec. Le principali responsabili della ionizzazione dei gas della regione sono due stelle di classe spettrale O9V (una stella blu) e B1V (una stella azzurra), ben avvolte all'interno della nube, la cui massa si aggira sulle 9800 masse solari. La regione ha ospitato in tempi astronomicamente recenti dei fenomeni di formazione stellare, come è testimoniato dalla presenza di un ammasso di sorgenti infrarosse, noto come [BDS 2003] 82 e individuato nel 2003.